# Москвич-Г4
«Москвич-Г4» — советский заднеприводный одноместный гоночный автомобиль, спроектированный в МЗМА под руководством И. А. Гладилина и Л. М. Шугурова и выпущенный в 1965 году. Первоначально автомобиль проектировался для национальной формулы «Юниор», но впоследствии участвовавший в гонках советской формулы 1.

## История создания
В 1961 году на МЗМА был построен гоночный автомобиль «Москвич-Г3». Г3 имел переднее расположение двигателя и в его конструкции было применено много узлов от серийного «Москвича-407» — это как упрощало конструкции гоночной машины, так и утяжеляло её, Г3 весил 630 килограмм. Несмотря на две победы в национальном первенстве, было принято решение разработать более современный гоночный автомобиль с заднемоторной компоновкой.

## Конструктивные особенности
Для данной гоночной модели использование серийных деталей было сведено к минимуму, взамен их стали использовать более лёгкие и компактные. У серийного «Москвича-407» были позаимствованы тормоза, стойка передней подвески и коробка передач. Для уменьшения лобового сопротивления рама была спроектирована узкой, ширина кузова в наибольшем сечении составила 710 мм.
Изначально Г4 был оснащён форсированным двигателем от серийного «Москвича-407» с рабочим объёмом 1360 см3, развивавшим 75 л. с. при 5500 об/мин (в соревновательном режиме мог работать на 5700 об/мин). Форсировка двигателя была произведена за счёт установки четырёх карбюраторов К-99-М, увеличения степени сжатия до 9,5, а также за счёт использования специального кулачкового валика. Спереди в магниевой крышке распределительных шестерён устанавливался распределитель. Масляный поддон двигателя был оставлен без изменений, однако в систему смазки подключили масляный радиатор от «Москвича-410».
Коробка передач от «Москвича-407» подверглась незначительным модификациям. В частности, это коснулось шестерней, хотя их передаточные числа остались прежними. Выбранная схема расположения коробки с задним мостом позволила сократить вес всего агрегата на 33,5 кг.
Автомобиль имеет двухкруговую тормозную систему с уравнительным коромыслом между главными тормозными цилиндрами, оснащён гидравлическим приводом управления механизма сцепления. Из-за заднего расположения двигателя управление коробкой передач было сделано дистанционное
«Москвич-Г4» имеет сварную трубчатую раму из стальных труб диаметром 27 мм с толщиной стенок 1,5 мм. Рама сварена из легированной стали марки 30ХГСА. Вес рамы со всеми кронштейнами составил 40 кг. Алюминиевый клёпаный кузов толщиной 1,5 мм состоит из 6 частей. Капот и носовая часть Г4 задуманы как быстросъёмные. Общий вес алюминиевой обшивки вместе с переборками — 27 кг. Для гонщика изготавливалось алюминиевое сидение по форме его тела. По бортам между кузовом и рамой расположены два алюминиевых бензобака, имеющих объём около 50 л, вес одного бака ≈4кг.
В 1964 на шасси был установлен форсированный двигатель «403-й модели». Принципиального различия между двигателями не было, но 403-й комплектовался 4 карбюраторами Ленкарз-К99.

## Выступления в соревнованиях
В 1963 году победу в первенстве СССР в классе Формулы 1 одержал Юрий Чвиров на «Москвиче-Г4», также на этой машине он выиграл первенство Ленинграда.

## Версии
|                             | Москвич-Г4 (1963) | Москвич-Г4А (1965) | Москвич-Г4М (1966) | Москвич-Г4М (1969) |
| --------------------------- | ----------------- | ------------------ | ------------------ | ------------------ |
| Снаряженная масса (кг)      | 550               | 550                | 580                | 580                |
| Макс. скорость (км/ч)       | 180               | 180                | 190                | 190                |
| Двигатель                   | Москвич-407       | Москвич-408        | Москвич-412        | Москвич-412-2В     |
| Число цилиндров             | 4                 | 4                  | 4                  | 4                  |
| Клапанный механизм          | OHV               | OHV                | OHC                | DOHC               |
| Диаметр цилиндра (мм)       | 76                | 76                 | 82                 | 82                 |
| Рабочий объем (см3)         | 1358              | 1358               | 1478               | 1478               |
| Степень сжатия              | 9,5               | 9,5                | 9,2                | 9,4                |
| Мощность (л. с. при об/мин) | 76 (5500)         | 81 (5600)          | 92 (5900)          | 100 (5800)         |
| Карбюратор                  | К-99М             | Weber-40DCO        | Weber-40DCO        | Weber-40DCO        |
| Число карбюраторов          | 4                 | 2                  | 2                  | 2                  |